# Ego-dokument

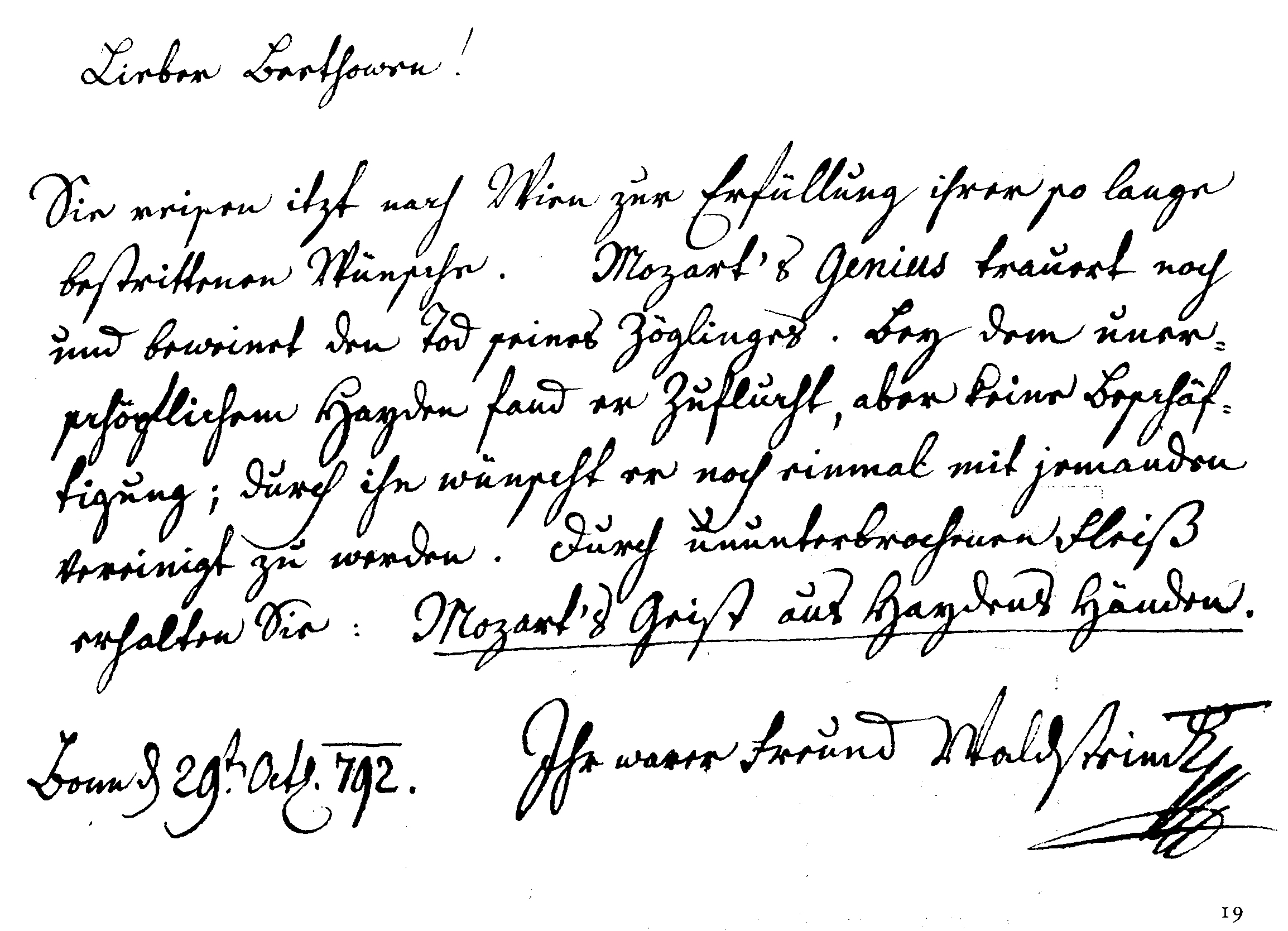
Zápis Valdštejna ve štambuchu (památníku) Beethovena

Ego-dokument je pramen osobní (soukromé) povahy, jenž zpravidla nebyl adresován veřejnosti, ale má vědeckou hodnotu. V českých badatelnách bývaly tyto jednotliviny či soubory zprvu označovány jako „písemná pozůstalost“, později začaly být evidovány jako „osobní fond“. Při výzkumu sociálních dějin musí badatelé brát v úvahu sebeobraz autora.

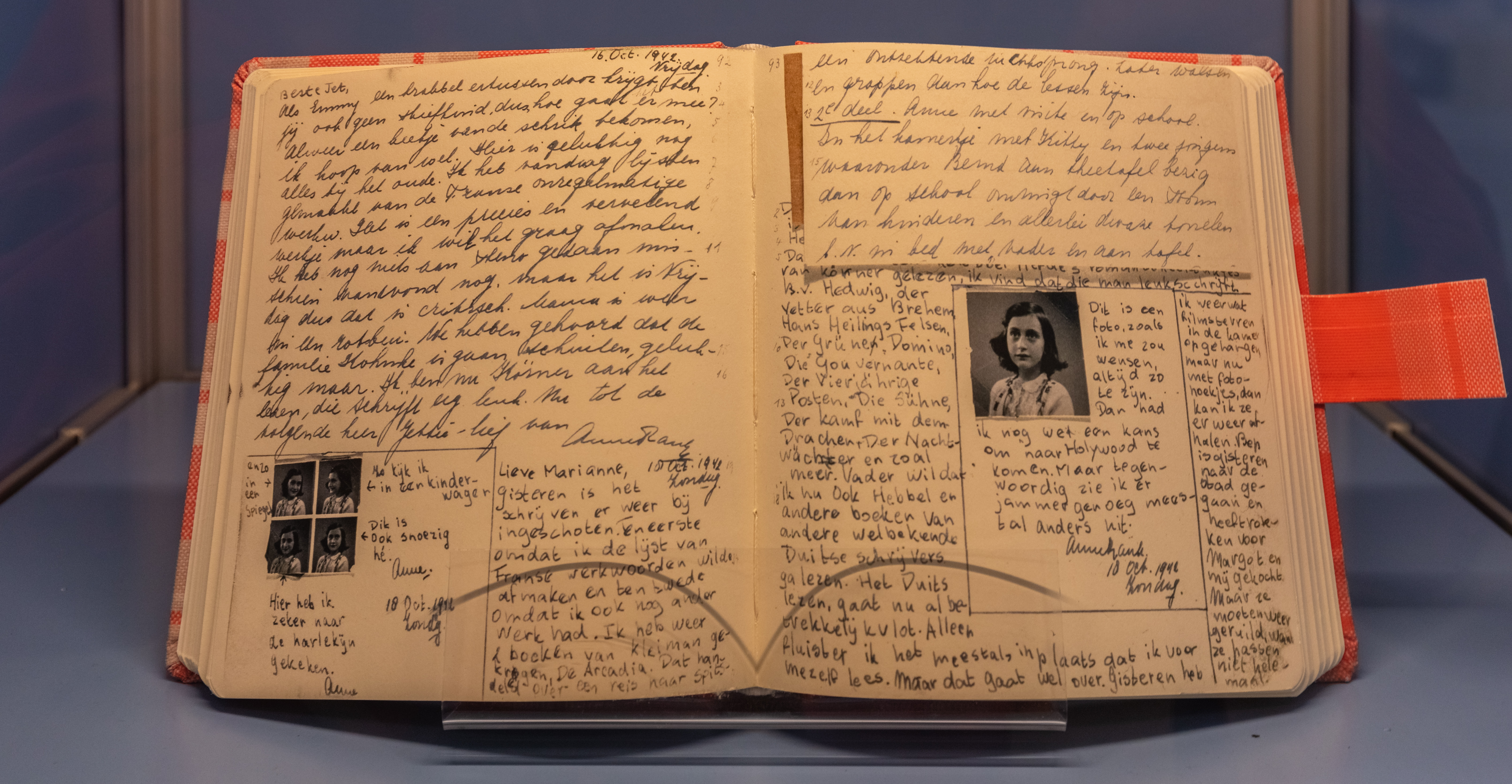
Deník Anny Frankové

## Historie
Doba renesance umožnila poprvé svobodně nahlížet do soukromí jedinců. Do této epochy spadá rozmach osobní korespondence, autobiografií, deníků, memoárů, štambuchů a subjektivně zabarvených cestovních zpráv. Tyto archiválie byly později pojmenovány jako ego-dokumenty. 
Poprvé koncept „dokumentu ega“ představil historik Jacob Presser během svých přednášek v akademickém roce 1952–1953; poté o něm napsal ve svém článku „Mijmeringen bij een Nobel Prize“ v De Groene Amsterdammer dne 24. října 1953 (po udělení Nobelovy ceny za literaturu, kterou obdržel Winston Churchill za šestidílnou historii druhé světové války).

## Soudobý obsah osobních fondů
- osobní doklady (rodné, oddací a úmrtní listy, cestovní pasy, občanské průkazy, členské legitimace, školní vysvědčení, diplomy apod.);

- osobní korespondence;

- deníky, diáře, zápisky, rukopisy prací;
- ilustrace, fotografie, fotoalba, zvukové i obrazové záznamy;

- dokumenty rodinných příslušníků (pokud netvoří samostatný fond);

- cizí materiál;

- písemný materiál vzešlý z úřední a veřejné činnosti původce pozůstalosti, tj. písemnosti, které svou povahou patří do pramenů úředních, ale zůstaly ponechány v osobním fondu.[1]

V databázi „dějin všedního dne“ bývají tyto dokumenty přístupné i laickým badatelům. Písemnosti se nacházejí převážně ve fondech Památníku národního písemnictví a Památníku písemnictví na Moravě. Filmovým zpracováním se zabývá například Pamět národa či GEN – Galerie elity národa.  